# Pierre Wertheimer (médecin)
Pour les articles homonymes, voir Wertheimer et Pierre Wertheimer.
Pierre Léon Wertheimer, né le 23 juillet 1892 à Lyon et mort le 24 mai 1982 à Lyon, est un neurochirurgien français. Professeur de médecine, il a été le fondateur de l'école de neurochirurgie de Lyon. Il est le petit-fils de Joseph Wertheimer (1833-1908), Grand-rabbin de Genève.

## Biographie
Il s'inscrit en médecine en 1909 à Lyon. Ses études sont interrompues par son service militaire et la Première Guerre mondiale : c'est au front que se forme sa vocation chirurgicale. De retour à Lyon en 1919, il est interne à l'hôpital de l'Antiquaille (promotion d'internat 1913) où il se prépare à la discipline chirurgicale. Dans le même temps, il réalise un travail expérimental pour sa thèse sur les conseils du professeur André Latarjet concernant l'anatomie et la physiologie de l'innervation de l'estomac, qui permettront de préciser les indications de la chirurgie de l'ulcère gastro-duodénal. Il sera également l'élève de René Leriche. Il s'orientera également vers le domaine neurologique et en 1932, le doyen Jean Lépine lui permet de développer la neurochirurgie avec douze lits ce qui lui permet de créer en France la première structure neurochirurgicale hospitalière.
Durant sa carrière hospitalière ses travaux porteront notamment sur les hématomes extra et sous-duraux aigus et chroniques, le rôle de l'hypothermie dans le traitement des comas prolongés, les facteurs prédictifs des comas traumatiques avec son collaborateur Michel Jouvet et Jacques Descotes. Wertheimer se préoccupa des signes objectifs de la mort, ce qui devait mener plus tard au concept de mort cérébrale. Il se consacra enfin au traitement des douleurs chroniques par la neurochirurgie et fut un initiateur de la neurochirurgie vasculaire.

## Famille
La sœur de Pierre Wertheimer a été chef de service en ophtalmologie à l'hôpital parisien des Quinze-Vingts.
Pierre Wertheimer se marie au retour de la Grande guerre, le 10 juillet 1919. De ce mariage naissent deux enfants, Jean et Jeannine. Cette dernière devient elle-même anesthésiste et épouse Olivier Philip, préfet français. Jean quant à lui devient ophtalmologiste et chef de clinique à Lyon.
Parmi ses petits-enfants, on peut citer Christian Philip, universitaire professeur de droit à Lyon et Thierry Philip, cancérologue professeur de médecine, ainsi que Anne Guerrier Wertheimer et Jean Luc Wertheimer. Christian et Thierry Philip sont en plus tous les deux titulaires de mandats politiques.

## Distinctions
- Le 25 janvier 1971, Pierre Wertheimer est élu membre correspondant de l'Académie des sciences dans la section de médecine et chirurgie
- En 1976, il est élu dans la section de biologie humaine et sciences médicales de cette même académie
- Un hôpital de Lyon porte son nom : l'hôpital neurologique et neurochirurgical Pierre-Wertheimer, sur le site de Bron.